# Róża Godula-Węcławowicz
Róża Godula-Węcławowicz – polska etnografka, dr hab. nauk humanistycznych, profesor nadzwyczajny Instytutu Archeologii i Etnologii Polskiej Akademii Nauk.

## Życiorys
21 grudnia 1984 obroniła pracę doktorską Krążenie darów w ludowych obrzędach cyklu zimowego, 19 grudnia 2006 habilitowała się na podstawie pracy zatytułowanej "Onego czasu, gdy święty Wojciech ..." czyli rzecz o mityzacji Sławnikowicza. Objęła funkcję adiunkta w Instytucie Etnologii i Antropologii Kulturowej na Wydziale Historycznym Uniwersytetu Jagiellońskiego.
Piastuje stanowisko profesora nadzwyczajnego Instytutu Archeologii i Etnologii Polskiej Akademii Nauk, oraz członka Komitetu Nauk Etnologicznych I Wydziału Nauk Humanistycznych i Społecznych Polskiej Akademii Nauk, a także przewodniczącego II Wydziału Historycznego i Filozoficznego Polskiej Akademii Umiejętności.

## Publikacje
- 2008: Wspomnienie o profesorze Romanie Reinfussie w dziesięciolecie śmierci = Remembering professor Roman Reinfuss on the tenth anniversary of his death[2]
- 2009: Tam za Wisłą, pod górą Lasoty : czytanie znaczeń miejsca[2]
- 2016: Uniwersytet Jagielloński : powojenna rekonstrukcja formy, treści, rytuału[2]
- 2017: Kraków : od mitu do marki miasta[2]